# منتخب أستراليا للريشة الطائرة
منتخب أستراليا لتنس الريشة (بالإنجليزية: Australia national badminton team)‏ هو ممثل أستراليا الرسمي في المنافسات الدولية في كرة الريشة .